# Simon Gerrans

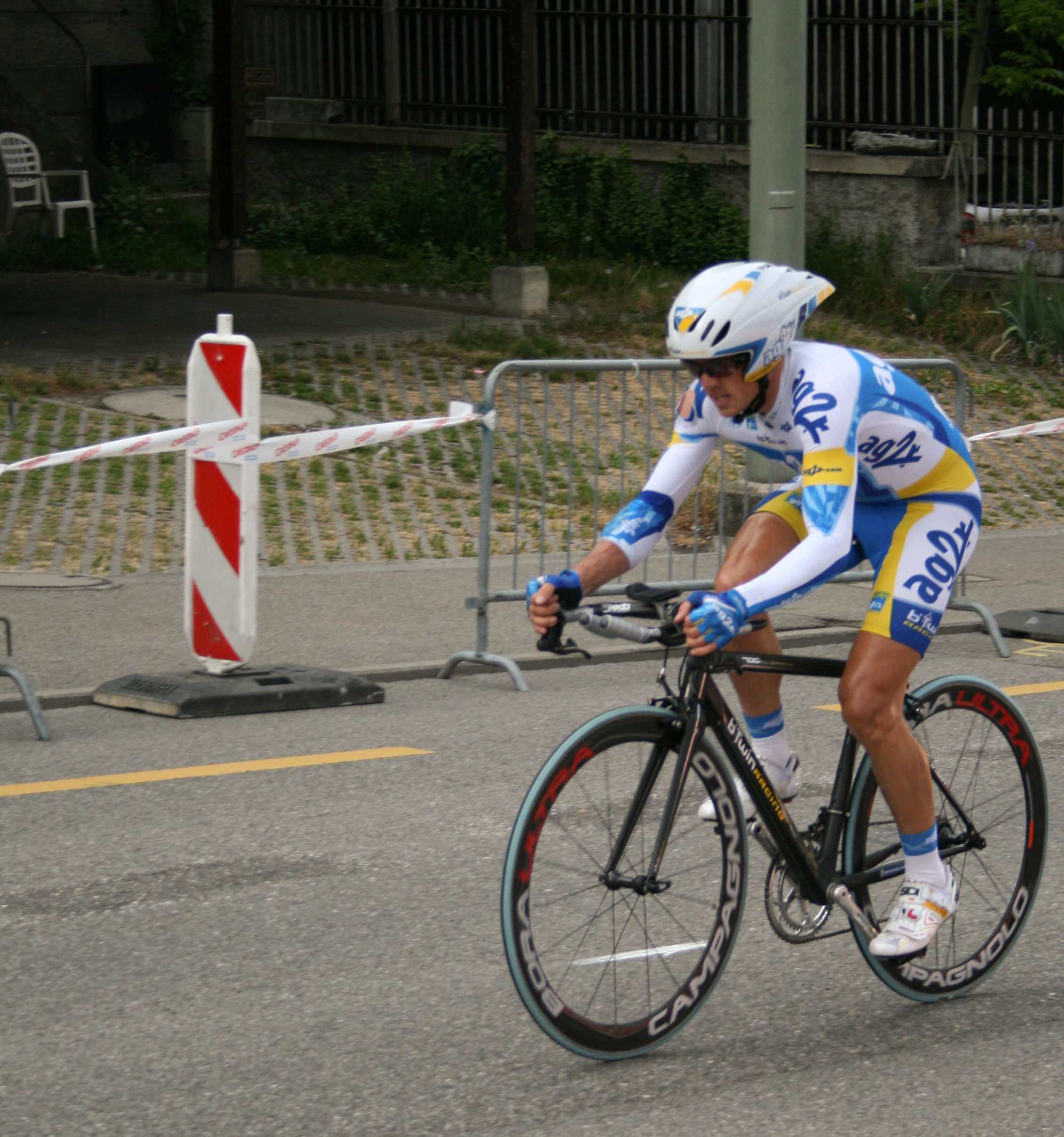
Simon Gerrans under 2007 års Romandiet runt.

Simon Gerrans, född 16 maj 1980 i Melbourne, är en australisk professionell tävlingscyklist.
Gerrans blev professionell 2003 men fick året efteråt inget fortsatt förtroende med det portugisiska stallet Carvalhelhos-Boavista. Han tävlade därefter med UCI ProTour-stallet Ag2r Prévoyance mellan 2005 och 2007 innan det franska UCI ProTour-stallet Crédit Agricole kontrakterade honom för 2008. När den franska banken Crédit Agricole slutade sponsra stallet lade de ned och Simon Gerrans blev i stället kontrakterad av Cervélo TestTeam. Under 2010-2011 tävlade Simon Gerrans för Team Sky. Sedan 2012 tävlar han för Orica-GreenEDGE.

## Karriär
Innan Gerrans blev professionell tävlade han för det norska amatörlaget Team Ringerike innan han bytte lag till Team U Nantes-Atlantique i Frankrike.

### 2006–2007
Gerrans vann Australiens två största cykeltävlingar, Sun Tour och Tour Down Under, säsongen 2006. Han vann också Jayco Herald Sun Tour sammanlagt under säsongen 2007.

### 2008
Gerrans vann etapp 2 på Critérium International 2008 två sekunder framför tysken Jens Voigt. I juni samma år vann Gerrans etapp 1 av det franska etapploppet Route du Sud med en sekund före Hubert Dupont. Gerrans tog sin första Tour de France-seger 2008 när han vann etapp 15 efter en lång utbrytning tillsammans med Egoi Martinez, Danny Pate och José Luis Arrieta.

### 2009
Säsongen 2009 startade Gerrans bra när han vann den första etappen av Jayco Bay Cycling Classic den 2 januari. I mars slutade han trea bakom Rémi Pauriol och Davide Rebellin i den schweiziska tävlingen GP di Lugano. Gerrans slutade Liège-Bastogne-Liège på sjätte plats bakom Andy Schleck, Joaquim Rodriguez, Davide Rebellin, Philippe Gilbert och Sergej Ivanov. Gerrans vann etapp 14 av Giro d'Italia 2009, 12 sekunder framför Rubens Bertogliati. I juli vann han etapp 1 av Tour of Denmark framför dansken Matti Breschel. Han vann även GP Ouest France framför Pierrick Fedrigo och Paul Martens.
Gerrans vann senare under året även etapp 10 av Vuelta a España.

### 2010
2010 deltog Gerrans med Team Sky i Tour de France men var inblandad i en stor krasch vilket resulterade i att han bröt armen och drog sig ur tävlingen.

### 2011
I augusti 2011 vann Gerrans Danmark runt.

### 2012
2012 segrade Gerrans i de australiska nationsmästerskapens linjelopp. Han cyklade även hem segern i Milano-Sanremo.

## Privatliv
Under tävlingssäsongen bor Gerrans i Nice, Frankrike.

## Stall
- Ringerike 2003
- Carvalhelhos-Boavista 2003
- Ag2r Prévoyance 2005–2007
- Crédit Agricole 2008
- Cervélo TestTeam 2009
- Team Sky 2010–2011
- Orica-GreenEDGE 2012-